# 九谷ダム
九谷ダム（くたにダム）は、石川県加賀市山中温泉枯淵町、二級河川大聖寺川本流上流部に建設されたダムである。

## 概要
下流の大聖寺町（現・加賀市）などで氾濫の多い大聖寺川の洪水対策として1965年（昭和40年）に竣工した我谷ダムに加え少し上流に建設された。着工から竣工までに36年費やした長期事業ダムである。
このダムの建設に伴い、加賀市山中温泉枯淵町より上流のほぼすべての集落が移転を余儀なくされた。現在は同市山中温泉九谷町にある古九谷民具資料館、古九谷窯跡が残る程度である。
ダム湖である五彩湖（ごさいのうみ）は、一般公募のなかから九谷焼の特徴である五彩色にちなむとして選ばれ命名された。

## ギャラリー

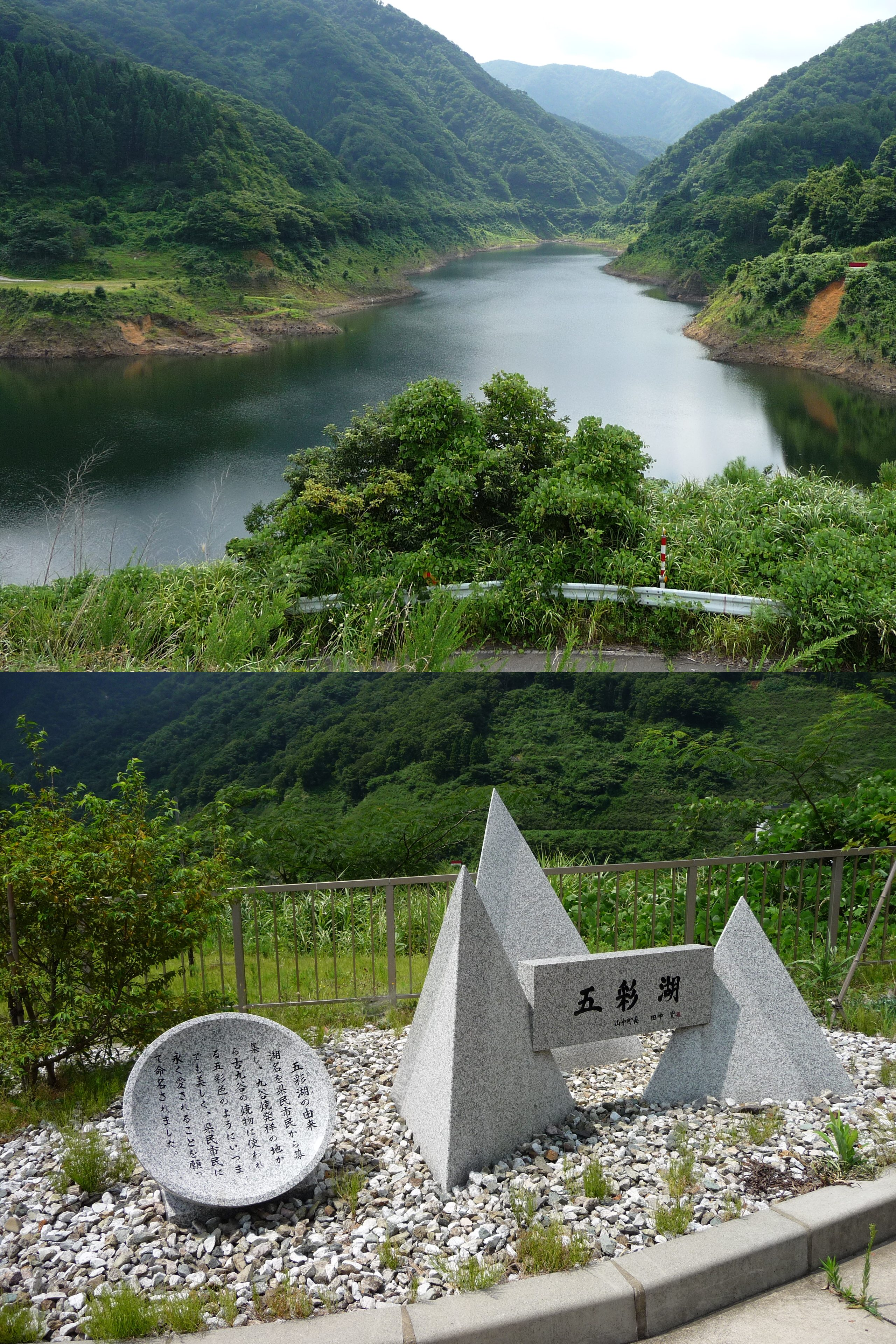
五彩湖
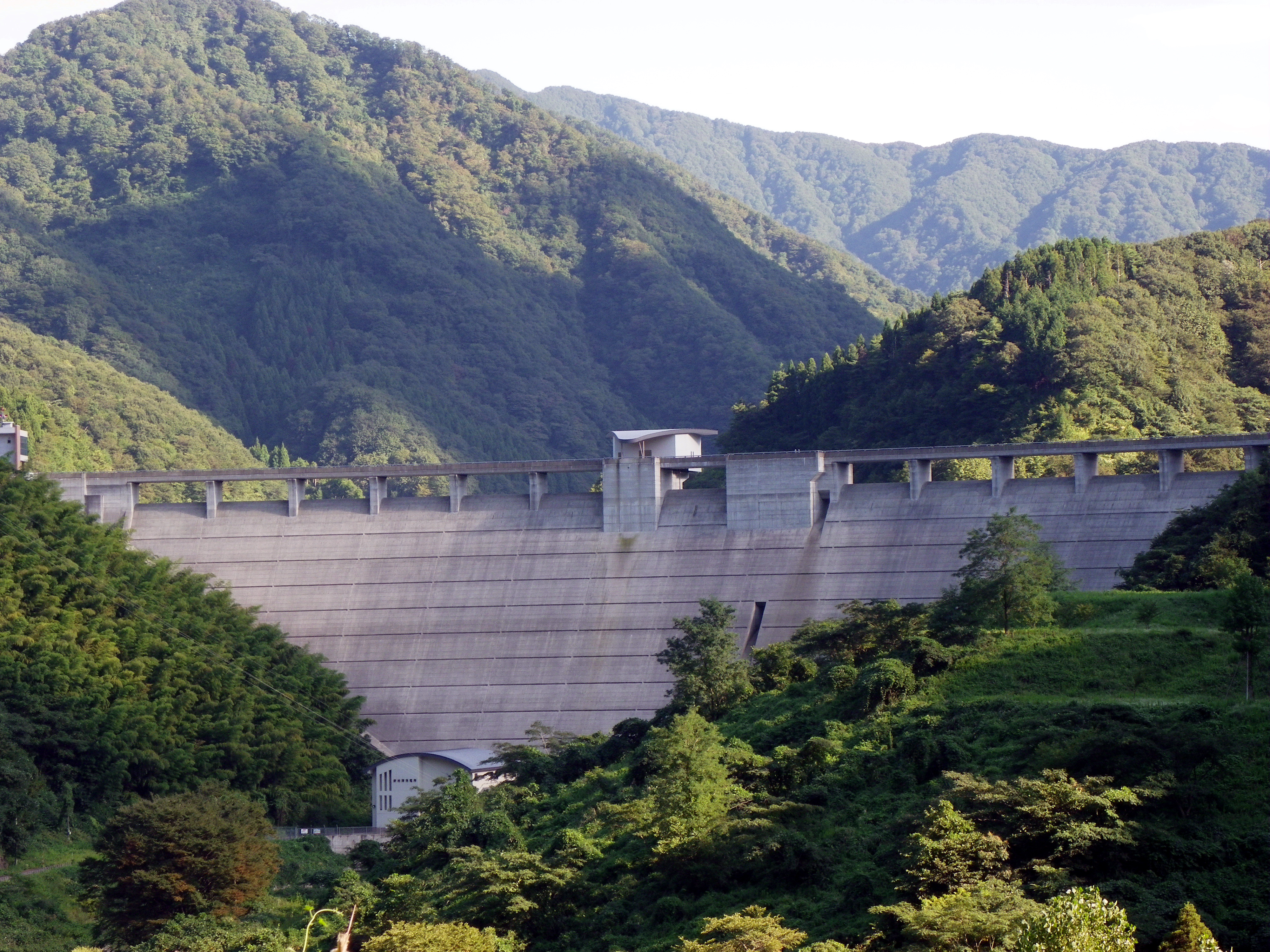
九谷ダムを正面より望む